# Pseudopsallus stitti
Pseudopsallus stitti är en insektsart som först beskrevs av Knight 1968.  Pseudopsallus stitti ingår i släktet Pseudopsallus och familjen ängsskinnbaggar. Inga underarter finns listade i Catalogue of Life.